# Вот так тигр!
«Вот так тигр!» — советский рисованный мультипликационный фильм о котёнке, возомнившем себя тигром. Режиссёрский дебют Александра Трусова.

## Сюжет
Однажды полосатый котёнок, заметив в книжке картинку с грозным тигром, находит, что очень похож на него и решает стать тигром. Он пытается напугать своим видом то щенка, то индюка, то козлёнка, но всё тщетно, никто его не боится. И только маленький мышонок, увидев его, мчится стремглав в свою норку. Обрадованный, котёнок рассказывает маме о своём успехе, но она объясняет, что мыши всегда боятся кошек. Посчитав, что быть тигром не так уж интересно, котёнок бежит играть с мячиком.

## Над фильмом работали
- Автор сценария: Елена Селезнёва
- Режиссёр: Александр Трусов
- Художники-постановщики: Игорь Подгорский, Александр Трусов
- Композитор: Татьяна Назарова
- Оператор: Екатерина Ризо
- Звукооператор: Николай Прилуцкий
- Художники-мультипликаторы: Рената Миренкова, Борис Бутаков, Татьяна Таранович, Леонид Каюков, Константин Чикин, Владимир Арбеков, Владимир Крумин, Николай Фёдоров

## Роли озвучивали
- Рина Зелёная — Котёнок
- Клара Румянова — Цыплёнок
- Тамара Дмитриева — Кошка
- Юрий Хржановский — Щенок

## Награды
- 1963 — Международный фестиваль детских фильмов в Никочеа (Аргентина): «Серебряный Кубок»[1]

## Видео
Данный мультфильм был выпущен на VHS (в начале 1990-х) и DVD (2000-е) компанией «Крупный план». При записи была использована цифровая реставрация изображения и звука. Кроме него, на диске также содержались и другие мультфильмы: «Волк и семеро козлят», «Рикки-тики-тави», «Храбрец-удалец», «Про бегемота, который боялся прививок» «Огуречная лошадка».
- Звук — Русский Dolby Digital 5.1 Stereo; Русский Dolby Digital 1.0 Mono;
- Региональный код — 0 (All);
- Изображение — Standart 4:3 (1,33:1);
- Цвет — PAL;
- Упаковка — Коллекционное издание;
- Дистрибьютор — Крупный План.